# Världsmästerskapen i hastighetsåkning på skridskor (distanser) 2001
VM i hastighetsåkning på skridskor (distanser) 2001 anordnades i Salt Lake City i USA.  Världsmästerskap gällande olika sträckor, anordnas de år då Olympiska vinterspel ej anordnas.

## Resultat

### Damer
- - 2 x 500 m
- 1 Catriona LeMay-Doan, Kanada
- 2  Monique Garbrecht, Tyskland
- 3 Svetlana Sjurova, Ryssland
  - 1 000 m
- 1 Monique Garbrecht, Tyskland
- 2 Sabine Völker, Tyskland
- 3 Catriona LeMay-Doan, Kanada
  - 1 500 m
- 1 Anni Friesinger , Tyskland
- 2 Maki Tabata, Japan
- 3 Cindy Klassen, Kanada
  - 3 000 m
- 1 Gunda Niemann, Tyskland
- 2 Anni Friesinger,  Tyskland
- 3 Claudia Pechstein, Tyskland
  - 5 000 m
- 1 Gunda Niemann,  Tyskland
- 2 Claudia Pechstein, Tyskland
- 3 Maki Tabata, Japan

### Herrar
- - 2 x 500 m
- 1 Hiroyasu Shimizu, Japan
- 2 Jeremy Wotherspoon, Kanada
- 3 Casey Fitzrandolph, USA
  - 1 000 m
- 1 Jeremy Wotherspoon, Kanada
- 2 Ådne Søndrål, Norge
- 3 Sergej Klevtjenja, Ryssland
  - 1 500 m
- 1 Ådne Søndrål, Norge
- 2 Derek Parra, USA
- 3 Erben Wennemars, Nederländerna
  - 5 000 m
- 1 Bob de Jong, Nederländerna
- 2 Carl Verheijen, Nederländerna
- 3 Gianni Romme, Nederländerna
  - 10 000 m
- 1 Carl Verheijen, Nederländerna
- 2 Bob de Jong, Nederländerna
- 3 Vadim Sajutin, Ryssland